# L'home de la pistola d'or
L'home de la pistola d'or (títol original en anglès The Man with the Golden Gun) és una pel·lícula dirigida el 1974, la novena de la saga James Bond i la segona amb Roger Moore. Va ser la quarta i última pel·lícula de la sèrie realitzada per Guy Hamilton. El guió és de Richard Maibaum i Tom Mankiewicz.

## Argument
La pel·lícula es desenvolupa a l'època de la primera crisi del petroli (1973), tema dominant del guió. En aquella època, el Regne Unit no havia sortit encara de la crisi. A la pel·lícula, Bond és enviat a la recerca de l'Agitador Solex, un artefacte capaç de captar l'energia solar amb un rendiment de 90%. Fa equip amb l'agent Mary Goodnight contra Francisco Scaramanga, l'home de la pistola d'or. La pel·lícula s'acaba amb el duel entre els dos homes.
En la seqüència dels precrèdits, un nan que respon al nom de Trick Track projecta d'assassinar el seu amo, Francisco Scaramanga, amb l'ajuda d'un gàngster arribat a la seva illa. Scaramanga arriba a matar el seu enemic, després ‘haver trobat la seva pistola d'or, a la sala dels miralls. Declara llavors a Trick Track que ho haurà de fer millor si vol un dia heretar de la seva fortuna. Fa llavors foc sobre els dits de la rèplica en gran de James Bond.
A Londres, l'MI6 rep una bala de la pistola gravada amb el número de registre de James Bond, 007. Es dedueix aleshores que Scaramanga, el cèlebre assassí a sou del qual ningú no coneix la cara (però conegut per tenir un tercer mugró), intentarà assassinar James Bond i ha enviat la bala per intimidar-lo. M decideix llavors, per no posar-lo en perill, donar per acabada la missió de Bond, de trobar un científic anomenat Gibson, inventor d'un dispositiu capaç de captar l'energia solar amb un rendiment superior a tot el que existeix i que podria doncs resoldre la crisi energètica soferta pel Regne Unit.
M força per tant Bond a agafar un permís, que decideix trobar ell mateix Scaramanga.
Bond segueix la pista de la bala d’or, que ha matat l'agent 002. Acaba per trobar-ne una a una ballarina a Beirut que la guardava com a talismà. Després del peritatge, no pot provenir més que d'un expert en armament a Macau. Bond es troba amb Andrea Anders, l'amant de Scaramanga, que recupera per a ell les seves bales d’or. Bond la segueix fins a Hong Kong i la força a revelar-li el que sap sobre Scaramanga, la seva aparença i els seus projectes. Les informacions el porten a un club de striptease. Es decideix a entrar a l'establiment, Scaramanga dissimulat dispara en la seva direcció, però mata el seu verdader blanc, Gibson que sortia del club. Malgrat el fet que Bond apel·li a la seva innocència, el tinent Hip li demana que l'acompanyi a comisaria, mentre que la policia arriba al lloc dels fets.
Bond té present de trobar l’Agitador Solex i de matar Scaramanga. Viatja fins a Bangkok per tal de trobar l'industrial tailandès Hai Fat, sospitós d'haver compromès Scaramanga per tal d'assassinar Gibson. Bond utilitza llavors un fals tercer mugró per tal de fer-se passar per Scaramanga i portar Hai Fat a la seva residència.

## Repartiment
- Roger Moore: James Bond
- Christopher Lee: Francisco Scaramanga, un assassí a sou que desitja vendre l'energia solar al millor ofertant.
- Britt Ekland: Mary Goodnight, contacte de Bond a l'extrem orient.
- Maud Adams: Andrea Anders, amant de Scaramanga. Desitjant escapar-se a la seva influència, contacta Bond per demanar-li que l'ajudi a matar-lo.
- Hervé Villechaize: Trick Nack, servent de Scaramanga.
- Bernard Lee: M : cap del MI6.
- Lois Maxwell: Miss Moneypenny, secretària de M
- Desmond Llewelyn: Q: cap del departament de recerca de l’MI6
- Clifton James: Xèrif J W. Pepper, el xèrif de Louisiana de  Viu i deixa morir  de vacances a Tailàndia.
- Richard Loo: Hai Fat, milionari tailandès, industrial associat a Scaramanga.
- Soon-Taik Oh: Tinent Hip, contacte local de Bond a Hong Kong i Bangkok.

## Llocs de l'acció
- Beirut, Líban
- Macau
- Hong Kong
- Bangkok
- Illa de Scaramanga al mar de la Xina

## Al voltant de la pel·lícula
- Christopher Lee, que interpreta Scaramanga, és un cosí llunyà d' Ian Fleming. De manera inicial proposat pel paper del Dr. No en la primera adaptació al cinema de les aventures de James Bond (el 1962), havia declinat aquesta oferta.
- L'ajudant de Francisco Scaramanga, Trick Nack, és interpretat per Hervé Villechaize, un francès d'1m 10. Villechaize s'ha fet cèlebre per la continuació al paper de Tattoo, l'ajudant d'un altre personatge misteriós (M. Roarke) en la sèrie televisada L'Illa fantàstica.
- Es tracta de la primera de les tres pel·lícules on apareix Maud Adams. El 1983, fa un paper diferent,  Octopussy , a la pel·lícula del mateix nom. Fa també una aparició a  Perillosament vostre .
- Es tracta de la segona pel·lícula on Clifton James fa el paper del xèrif J. W. Pepper que ara és de vacances amb la seva dona a Bangkok i que seu al cotxe de James Bond quan aquest persegueix Scaramanga. La seva primera aparició va ser a  Viu i deixa morir .
- El paper de l'assassí a sou pagat per Trick Nack per executar el seu amo surt el 1971 a  Diamants per a l'eternitat  com a empleat de pompes fúnebres.
- El paper de Scaramanga va ser ofert en un principi a Jack Palance.
- El nom de l'illa secreta de Scaramanga és ara coneguda a Tailàndia sota el nom d'illa de Scaramanga o illa de James Bond  (James Bond Island ).
- Britt Ekland havia fet al principi una prova pel paper d’amant de Scaramanga però Guy Hamilton li va donar el paper de Mary Goodnight després d’haver-la vist en biquini.
- Britt Ekland i Maud Adams són dues actrius d'origen suec.
- El rodatge va tenir lloc del 18 d'abril al 23 d'agost de 1974.
- Va caldre un any de càlculs per ordinador per crear la cascada on Bond i Pepper salten sota un canal efectuant un giravolt a l'aire a bord d'una AMC Javelin. L'escena no va requerir més que una sola presa.